# Championnat du Luxembourg de football 1964-1965
Navigation
Saison précédente Saison suivante
La saison 1964-1965 du Championnat du Luxembourg de football était la 51e édition du championnat de première division au Luxembourg. Les douze meilleurs clubs du pays se retrouvent au sein d'une poule unique, la Division Nationale, où ils s'affrontent deux fois, à domicile et à l'extérieur. À l'issue du championnat, les deux derniers du classement sont relégués et remplacés par les deux meilleurs clubs de Division d'Honneur, la deuxième division luxembourgeoise.
Le Stade Dudelange remporte le championnat cette saison en terminant en tête du classement final, avec un point d'avance sur le club de l'Union Luxembourg et 4 sur le duo composé de la Jeunesse d'Esch et du tenant du titre, l'Aris Bonnevoie. C'est le 10e titre de champion de Luxembourg de l'histoire du Stade.

## Les 12 clubs participants
| - Stade Dudelange - Rapid Neudorf - Promu de Division d'Honneur - Red Boys Differdange - US Rumelange - Promu de Division d'Honneur - CA Spora Luxembourg - Aris Bonnevoie | - AS La Jeunesse d'Esch - Union Luxembourg - US Dudelange - National Schifflange - Jeunesse Wasserbillig - Alliance Dudelange |

## Compétition

### Classement
Le barème utilisé pour établir le classement est le suivant :
- Victoire : 2 points
- Match nul : 1 point
- Défaite : 0 point

| Rang | Équipe                  | Pts | J  | G  | N  | P  | Bp | Bc | Diff |
| ---- | ----------------------- | --- | -- | -- | -- | -- | -- | -- | ---- |
| 1    | Stade Dudelange         | 32  | 22 | 13 | 6  | 3  | 44 | 28 | +16  |
| 2    | Union Luxembourg        | 31  | 22 | 12 | 7  | 3  | 47 | 25 | +22  |
| 3    | Jeunesse d'Esch         | 28  | 22 | 11 | 6  | 5  | 44 | 28 | +16  |
| 4    | Aris Bonnevoie (T)      | 28  | 22 | 12 | 4  | 6  | 44 | 34 | +10  |
| 5    | CA Spora Luxembourg (C) | 25  | 22 | 9  | 7  | 6  | 37 | 30 | +7   |
| 6    | Alliance Dudelange      | 21  | 22 | 7  | 7  | 8  | 35 | 32 | +3   |
| 7    | Red Boys Differdange    | 20  | 22 | 8  | 4  | 10 | 25 | 28 | -3   |
| 8    | Jeunesse Wasserbillig   | 18  | 22 | 6  | 6  | 10 | 27 | 39 | -12  |
| 9    | US Rumelange (P)        | 17  | 22 | 7  | 3  | 12 | 27 | 31 | -4   |
| 10   | US Dudelange            | 17  | 22 | 3  | 11 | 8  | 25 | 31 | -6   |
| 11   | Rapid Neudorf (P)       | 16  | 22 | 7  | 2  | 13 | 36 | 54 | -18  |
| 12   | National Schifflange    | 11  | 22 | 3  | 5  | 14 | 24 | 55 | -31  |

|  | Qualification pour la Coupe d'Europe des clubs champions 1965-1966                           |
|  | Qualification pour la Coupe des Coupes 1965-1966                                             |
|  | Qualification pour la Coupe des villes de foires 1965-1966                                   |
|  | Relégation en Division d'Honneur                                                             |
|  | (T) Tenant du titre (C) Vainqueur de la Coupe du Luxembourg (P) : Promu de deuxième division |

## Bilan de la saison
| Championnat du Luxembourg de football 1964-1965 |                             |
| Champion                                        | Stade Dudelange (10e titre) |
| Coupes et trophées                              |                             |
| Vainqueur de la Coupe du Luxembourg 1964-1965   | CA Spora Luxembourg         |
| Qualifications continentales                    |                             |
| Coupe d'Europe des clubs champions 1965-1966    | Stade Dudelange             |
| Coupe des Coupes 1965-1966                      | CA Spora Luxembourg         |
| Coupe des villes de foires 1965-1966            | Union Luxembourg            |
| Promotions et relégations                       |                             |
| Promus en Division Nationale                    | CS Pétange                  |
| Promus en Division Nationale                    | Avenir Beggen               |
| Relégués en Division d'Honneur                  | Rapid Neudorf               |
| Relégués en Division d'Honneur                  | National Schifflange        |